# Ingrid Björnberg
Hildur Ingrid Margareta Björnberg, informellt kallad Nenne, född 20 juli 1913 i Essunga församling, Skaraborgs län, död 21 januari 1994 i Stockholms domkyrkoförsamling, Stockholms län, var en svensk åldfru. Hon arbetade i många år som barnsköterska i den svenska kungafamiljen.
Björnberg, vars far var fideikommissarie Nils Björnberg, anställdes i Hovstaterna 1938 och arbetade då för prins Gustaf Adolf och prinsessan Sibylla samt skötte deras barn Hagasessorna och den blivande kungen Carl XVI Gustaf. Senare var hon även barnsköterska åt kung Carl XVI Gustafs och drottning Silvias barn kronprinsessan Victoria, prins Carl Philip och prinsessan Madeleine.
Från år 1974 var hon åldfru på Stockholms slott och från 1976 hade hon samma funktion även på Rosersbergs och Tullgarns slott.
Ingrid Björnberg gav 1975 ut memoarboken Dagbok från Haga och Stockholms slott, som handlar om hennes tid som anställd hos den svenska kungliga familjen.